# Alfred Runggaldier
Alfred Runggaldier (o Alfredo; Bressanone, 3 gennaio 1962) è un allenatore di sci nordico ed ex fondista italiano.

## Biografia

### Carriera sciistica
In Coppa del Mondo ottenne il primo risultato di rilievo il 15 gennaio 1986 a Bohinj (11°), il primo podio il 17 marzo 1990 a Vang (3°) e l'unica vittoria il 1º marzo 1991 a Lahti.
In carriera prese parte a due edizioni dei Giochi olimpici invernali, Sarajevo 1984 (squalificato nella 30 km, 7° nella staffetta) e Albertville 1992 (11° nella 50 km), e a una dei Campionati mondiali, Lahti 1989 (45° nella 15 km il miglior risultato).

### Carriera da allenatore
Nel 1993 divenne allenatore presso il Centro Sportivo Carabinieri e in seguito, chiamato da Marco Albarello, della squadra juniores della nazionale italiana.

## Palmarès

### Coppa del Mondo
- Miglior piazzamento in classifica generale: 22º nel 1990
- 2 podi (1 individuale, 1 a squadre[2]):
  - 1 vittoria (a squadre)
  - 1 terzo posto (individuale)

#### Coppa del Mondo - vittorie
| Data          | Località | Nazione   | Spec.                                                            |
| ------------- | -------- | --------- | ---------------------------------------------------------------- |
| 1º marzo 1991 | Lahti    | Finlandia | 4x10 km (con Silvio Fauner, Maurilio De Zolt e Giorgio Vanzetta) |

### Campionati italiani
- 10 medaglie:
  - 2 ori (staffetta nel 1985[1]; staffetta nel 1992[1])
  - 5 argenti (50 km nel 1984[1]; 15 km nel 1986[1][3]; 50 km nel 1987[1]; 15 km nel 1989[3]; 50 km nel 1990[senza fonte]
  - 3 bronzi (30 km nel 1983[1]; 50 km nel 1988[senza fonte]; 50 km nel 1991[senza fonte]